# 基曼漢姆監獄

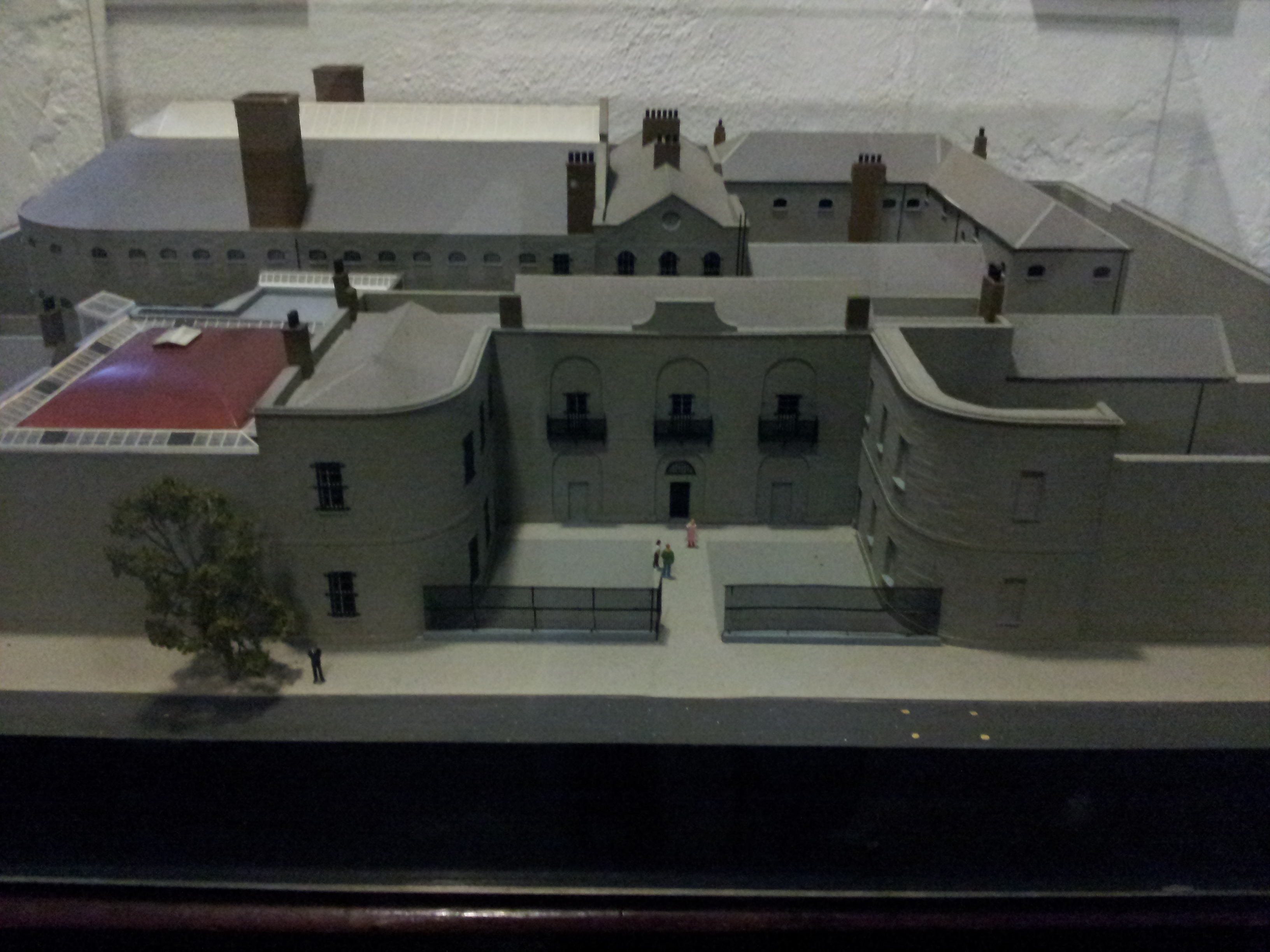
基曼漢姆監獄模型

基曼漢姆監獄（英语：Kilmainham Gaol）是位於愛爾蘭都柏林基曼漢姆的一個監獄博物館。它始建於1796年，1916年復活節起義的領袖在此處決，1924年爱尔兰自由邦決定取消該監獄。
由於被視作英國政府壓迫愛爾蘭人民的象征，最初政府並沒有打算保留基曼漢姆監獄的建築，但國家墳墓協會（National Graves Association）認為它有較大的歷史價值，可以用來紀念1916年復活節起義，因此保留至今。

## 外部連接
- 官方網站 （页面存档备份，存于）